# Schwalmstadt
Schwalmstadt ist die nach Einwohnerzahl größte Stadt des Schwalm-Eder-Kreises in Nordhessen. Sie entstand 1970, als im Rahmen der Gebietsreform in Hessen die beiden Städte Treysa und Ziegenhain mit den umliegenden Dörfern zur Stadt Schwalmstadt zusammengefasst wurden. Schwalmstadt trägt seit dem 2. November 2017 die amtliche Zusatzbezeichnung Konfirmationsstadt, da hier 1538 die Ziegenhainer Kirchenzuchtordnung verabschiedet wurde, die bis heute die Konfirmation, ihre Inhalte und Rituale definiert.

## Geographie

### Geographische Lage

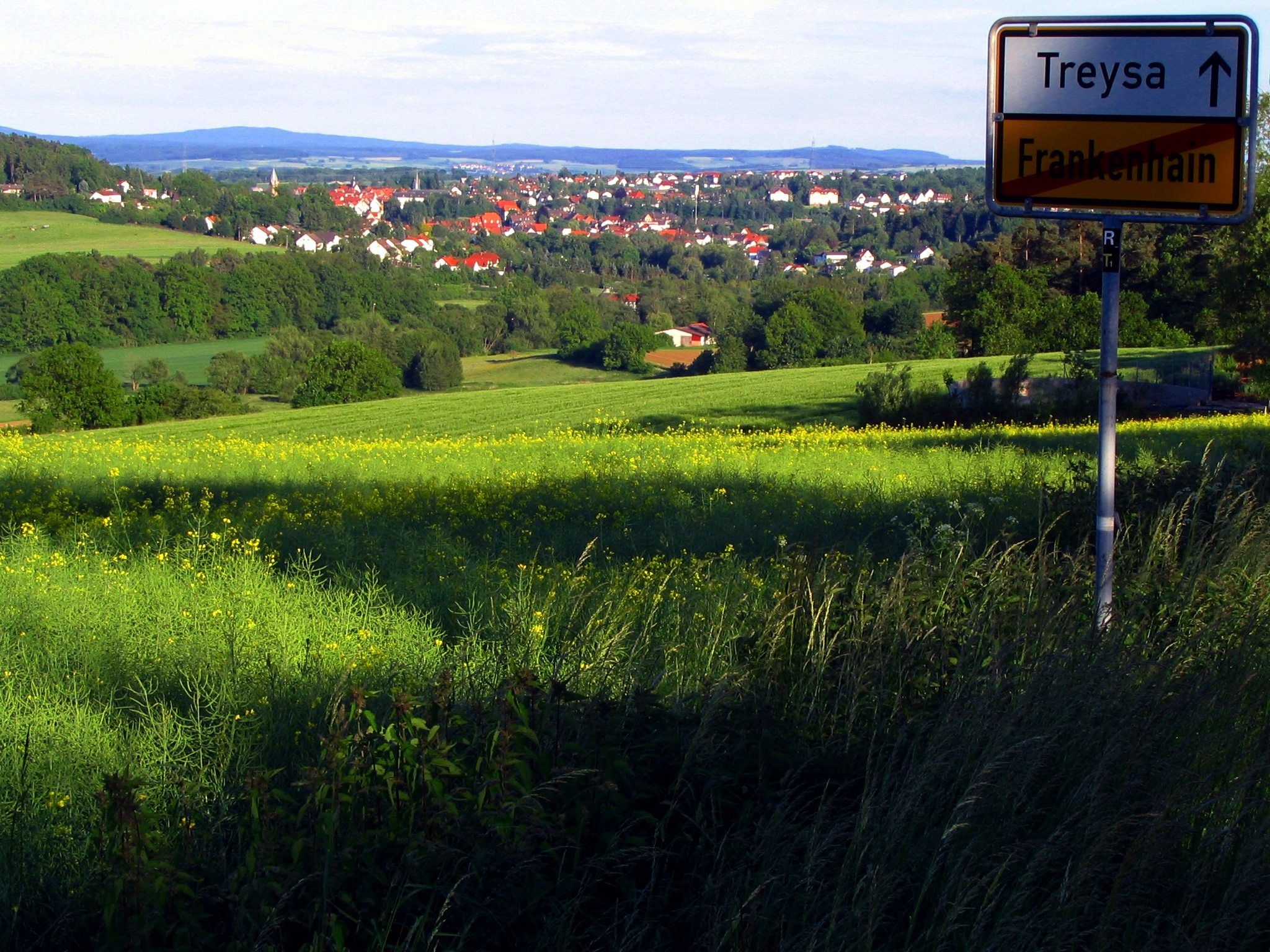
Schwalmstadt von Frankenhain aus gesehen

Schwalmstadt liegt mit vielen Stadtteilen im Schwalmbecken am Westrand des Knüllgebirges. Die Stadt, wie auch diese Landschaft in der Westhessischen Senke hat ihren Namen, „Die Schwalm“, nach dem gleichnamigen Fluss erhalten. Schwalmstadt befindet sich im nördlichen Bereich der Schwalm.
Die nächstgelegenen größeren Städte sind Kassel (etwa 50 km nördlich), Bad Hersfeld (etwa 35 km östlich), Marburg (etwa 35 km südwestlich) und Fulda (etwa 80 km südöstlich).

### Stadtkerne
Schwalmstadt hat zwei Stadtkerne:
Treysa mit seiner Altstadt liegt auf einem Höhenrücken – der etwa 35 Meter über das Talniveau (212 m ü. NHN) ansteigt – an der Mündung der Wiera in die Schwalm.
Ziegenhain (214 m ü. NHN) etwa 4,5 km östlich, liegt direkt nordwestlich der Mündung des Grenzebachs in die Schwalm.

### Höhenlage
Der tiefste Punkt des Stadtgebiets liegt im Norden mit 207 m ü. NHN in der Talaue der Schwalm unterhalb der Mündung der Gers und zu Füßen der Landsburg, die ihrerseits mit 342,7 m ü. NHN höchster Einzelgipfel von Schwalmstadt ist. Höher noch als die Landsburg steigt die westliche Stadtgrenze mit der Nachbargemeinde Jesberg, in der Gemarkung Dittershausen, die Hänge des bewaldeten 397 m hohen Teufelsberg hinauf; der höchste Punkt des Stadtgebiets erreicht in Gipfelnähe 388 m.

### Nachbargemeinden
Schwalmstadt grenzt im Norden an die Gemeinden Jesberg und Neuental, im Osten an die Gemeinde Frielendorf, im Süden an die Gemeinde Willingshausen (alle im Schwalm-Eder-Kreis), sowie im Westen an die Stadt Neustadt (Landkreis Marburg-Biedenkopf) und die Gemeinde Gilserberg (Schwalm-Eder-Kreis).

### Stadtgliederung
Neben den beiden Stadtkernen Treysa und Ziegenhain besteht Schwalmstadt aus den weiteren elf Stadtteilen Allendorf an der Landsburg, Ascherode, Dittershausen, Florshain, Frankenhain, Michelsberg, Niedergrenzebach, Rommershausen, Rörshain, Trutzhain und Wiera.

## Geschichte

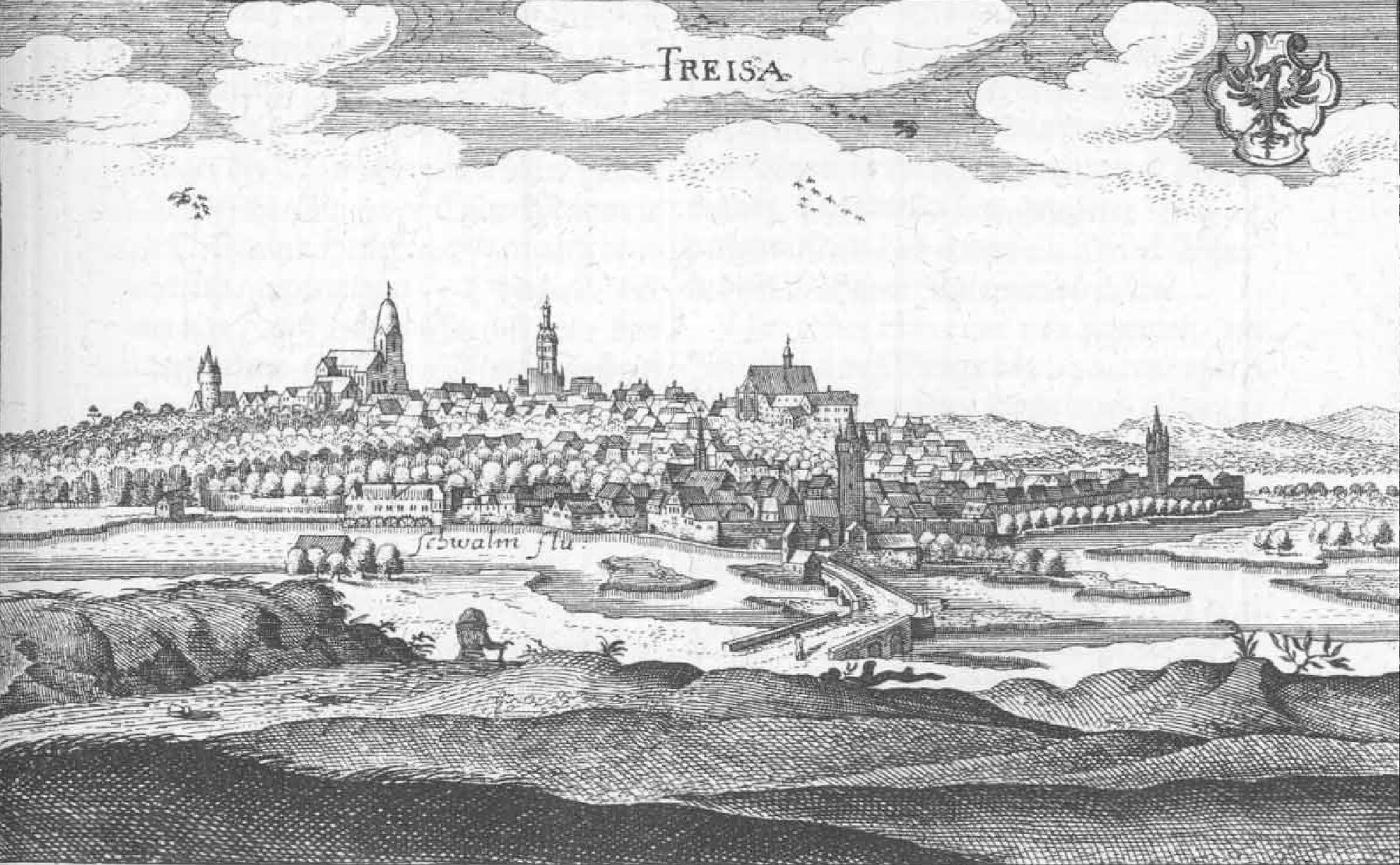
Treysa aus der Topographia Hassiae von Matthäus Merian, 1655

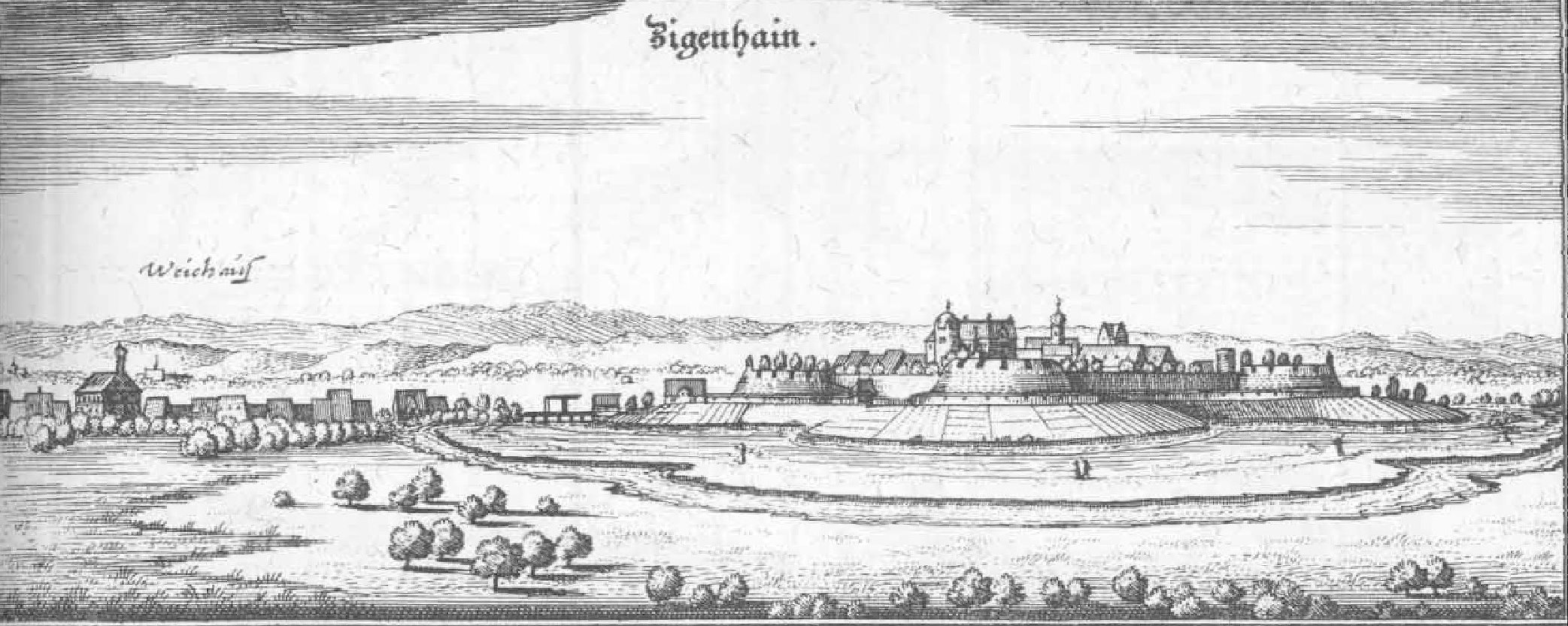
Ziegenhain aus der Topographia Hassiae von Matthäus Merian, 1655

### Gemeindegebiet
Im 8. Jahrhundert war Treise im Besitz der Äbte von Hersfeld. Die Grafen von Cigenhagen wurden im Jahr 1144 das erste Mal urkundlich genannt. Im Jahr 1186 wurde Treysa von den Grafen übernommen und befestigt. Das Wahrzeichen Treysas, die Martinskirche (heute Totenkirche), wurde 1230 gebaut. Treysa erhielt die Stadtrechte zwischen 1229 und 1270, und Ziegenhain erhielt 1274 das Stadtrecht. Nach dem Tod des letzten Grafen von Ziegenhain, Johann II., 1450 fiel die Grafschaft an die Landgrafschaft Hessen.
Die Landgrafen bauten die Burg in Ziegenhain 1470 zu einem Schloss um, und Philipp I. von Hessen ließ sie von 1537 bis 1548 zu einer Wasserfestung ausbauen.
Im August 1945 fanden in Treysa die Verhandlungen zur Gründung der Evangelischen Kirche in Deutschland (EKD) statt („Treysaer Konferenz“). Damit wurde ein Zusammenschluss der lutherischen, reformierten und unierten Landeskirchen vollzogen. Zwei weitere Kirchenversammlungen der EKD im Mai 1946 und im Juni 1947 versuchten das Gespräch über unterschiedliche Auffassungen zum Abendmahl in Gang zu bringen und befassten sich mit der Entnazifizierung.
Unter dem Motto Hessisch willkommen! war Schwalmstadt 1995 Austragungsort des 35. Hessentages.
Von 1961 bis Ende 2006 war Schwalmstadt Bundeswehrstandort. In der Harthberg-Kaserne waren verschiedene Einheiten stationiert, so das Panzerartilleriebataillon 21, das Raketenartilleriebataillon 22, die Ausbildungskompanie 11/2, die Begleitbatterie 2, das Nachschubregiment 2, das Nachschubbataillon 51 und die Feldjägerausbildungskompanie 700. Im Sondermunitionslager Treysa wurden von 1962 bis 1992 unter Aufsicht von US-Soldaten die Atomsprengköpfe für die beiden Treysaer Artilleriebataillone gelagert.

### Gemeindebildung
Im Zuge der Gebietsreform in Hessen fusionierten zum 31. Dezember 1970 die beiden Städte Treysa und Ziegenhain mit den umliegenden bis dahin selbständigen Gemeinden Ascherode, Florshain, Frankenhain, Niedergrenzebach, Rommershausen und Trutzhain auf freiwilliger Basis zur neuen Stadt Schwalmstadt. Am 31. Dezember 1971 kamen die Gemeinden Allendorf an der Landsburg, Dittershausen und Wiera ebenfalls freiwillig hinzu. Rörshain folgte am 1. April 1972. Die Reihe der Eingemeindungen wurde mit der Eingliederung von Michelsberg am 1. August 1972 abgeschlossen.
Für die ehemals eigenständigen Städte und Gemeinden von Schwalmstadt wurde je ein Ortsbezirk mit Ortsbeirat und Ortsvorsteher nach der Hessischen Gemeindeordnung gebildet.
Der Verwaltungssitz der Stadt Schwalmstadt teilt sich zwischen den Rathäusern von Treysa und Ziegenhain auf.

### Historische Quellen
Die Stadtarchive Treysa und Ziegenhain werden im Hessischen Staatsarchiv Marburg aufbewahrt (Bestände 330 Treysa und 330 Ziegenhain). Die Bestände sind größtenteils erschlossen und sind online recherchierbar.

## Bevölkerung

### Einwohnerstruktur 2011
Nach den Erhebungen des Zensus 2011 lebten am Stichtag, dem 9. Mai 2011, in Schwalmstadt 18.586 Einwohner. Nach dem Lebensalter waren 1952 Einwohner unter 18 Jahren, 7602 zwischen 18 und 49, 3948 zwischen 50 und 64 und 3846 Einwohner waren älter. Unter den Einwohnern waren 945 (5,1 %) Ausländer, von denen 215 aus dem EU-Ausland, 438 aus anderen europäischen Ländern und 290 aus anderen Staaten kamen. Von den deutschen Einwohnern hatten 14,6 % einen Migrationshintergrund. (Bis zum Jahr 2020 erhöhte sich die Ausländerquote auf 11,2 %.) Die Einwohner lebten in 8025 Haushalten. Davon waren 2769 Singlehaushalte, 2316 Paare ohne Kinder und 2067 Paare mit Kindern, sowie 690 Alleinerziehende und 180 Wohngemeinschaften. In 1755 Haushalten lebten ausschließlich Senioren und in 5418 Haushaltungen lebten keine Senioren.

### Einwohnerentwicklung
| Schwalmstadt: Einwohnerzahlen von 1973 bis 2024                     | Schwalmstadt: Einwohnerzahlen von 1973 bis 2024 | Schwalmstadt: Einwohnerzahlen von 1973 bis 2024 | Schwalmstadt: Einwohnerzahlen von 1973 bis 2024 | Schwalmstadt: Einwohnerzahlen von 1973 bis 2024 |
| ------------------------------------------------------------------- | ----------------------------------------------- | ----------------------------------------------- | ----------------------------------------------- | ----------------------------------------------- |
| Jahr                                                                |                                                 |                                                 |                                                 | Einwohner                                       |
| 1973                                                                | 1973                                            |                                                 | 17.905                                          | 17.905                                          |
| 1975                                                                | 1975                                            |                                                 | 17.800                                          | 17.800                                          |
| 1980                                                                | 1980                                            |                                                 | 17.922                                          | 17.922                                          |
| 1985                                                                | 1985                                            |                                                 | 17.812                                          | 17.812                                          |
| 1990                                                                | 1990                                            |                                                 | 17.779                                          | 17.779                                          |
| 1995                                                                | 1995                                            |                                                 | 19.044                                          | 19.044                                          |
| 2000                                                                | 2000                                            |                                                 | 19.388                                          | 19.388                                          |
| 2005                                                                | 2005                                            |                                                 | 19.213                                          | 19.213                                          |
| 2010                                                                | 2010                                            |                                                 | 18.586                                          | 18.586                                          |
| 2011                                                                | 2011                                            |                                                 | 18.385                                          | 18.385                                          |
| 2015                                                                | 2015                                            |                                                 | 17.861                                          | 17.861                                          |
| 2020                                                                | 2020                                            |                                                 | 18.091                                          | 18.091                                          |
| 2024                                                                | 2024                                            |                                                 | 18.813                                          | 18.813                                          |
| Quelle(n): Hessisches Statistisches Informationssystem; Zensus 2011 |                                                 |                                                 |                                                 |                                                 |

### Daten zur Religionszugehörigkeit
| • 1987: | 13.703 evangelische (= 79,2 %), 2568 katholische (= 14,8 %), 1022 sonstige (= 6,0 %) Einwohner  |
| • 2011: | 12.520 evangelische (= 68,1 %), 2430 katholische (= 13,2 %), 3440 sonstige (= 18,7 %) Einwohner |

## Politik

### Stadtverordnetenversammlung
Die Stadtverordnetenversammlung ist das oberste Organ der Stadt. Ihre politische Zusammensetzung wird alle fünf Jahre in der Kommunalwahl durch die Wahlbevölkerung der Stadt bestimmt. Wählen darf, wer das 18. Lebensjahr vollendet hat und deutscher Staatsbürger im Sinne des Grundgesetzes oder Staatsangehöriger eines der übrigen Mitgliedstaaten der Europäischen Union ist. Für alle gilt, dass sie seit mindestens drei Monaten in der Stadt gemeldet sein müssen.
Der einzelne Wähler hat die Möglichkeit, seine Stimmen auf mehrere Kandidaten – auch solche verschiedener Wahllisten – zu verteilen (Panaschieren) oder auf einzelne Kandidaten anzuhäufen (Kumulieren). Hierzu stehen dem Wähler so viele Stimmen zur Verfügung, wie es Sitze zu vergeben gilt. Für die Stadtverordnetenversammlung sind dies 37.
Bei der Kommunalwahl am 14. März 2021 wurden 6.867 Stimmen abgegeben, das sind 47,9 % der wahlberechtigten Bevölkerung. Sie lieferte folgendes Ergebnis, in Vergleich gesetzt zu früheren Kommunalwahlen:
- Linke: 1
- SPD: 11
- Grüne: 3
- FDP: 3
- CDU: 8
- FW: 7
- BfS: 4

| Wahlvorschläge | Wahlvorschläge | SPD  | CDU  | FW b | BfS  | GRÜNE | FDP | LINKE l | Sitzverteilung |
| -------------- | -------------- | ---- | ---- | ---- | ---- | ----- | --- | ------- | --- |
| 2021           | Stimmanteil a  | 29,2 | 22,0 | 17,6 | 11,6 | 9,1   | 7,1 | 3,4     | Die zur Anzeige dieser Grafik verwendete Erweiterung wurde dauerhaft deaktiviert. Wir arbeiten aktuell daran, diese und weitere betroffene Grafiken auf ein neues Format umzustellen. (Mehr dazu) |
|                | Sitze (von 37) | 11   | 8    | 7    | 4    | 3     | 3   | 1       | Die zur Anzeige dieser Grafik verwendete Erweiterung wurde dauerhaft deaktiviert. Wir arbeiten aktuell daran, diese und weitere betroffene Grafiken auf ein neues Format umzustellen. (Mehr dazu) |
| 2016           | Stimmanteil a  | 38,9 | 30,5 | 9,8  | –    | 8,7   | 7,7 | 4,5     | Die zur Anzeige dieser Grafik verwendete Erweiterung wurde dauerhaft deaktiviert. Wir arbeiten aktuell daran, diese und weitere betroffene Grafiken auf ein neues Format umzustellen. (Mehr dazu) |
|                | Sitze (von 37) | 14   | 11   | 4    | –    | 3     | 3   | 2       | Die zur Anzeige dieser Grafik verwendete Erweiterung wurde dauerhaft deaktiviert. Wir arbeiten aktuell daran, diese und weitere betroffene Grafiken auf ein neues Format umzustellen. (Mehr dazu) |
| 2011           | Stimmanteil a  | 41,3 | 29,6 | 7,1  | –    | 14,4  | 4,4 | 3,1     | Die zur Anzeige dieser Grafik verwendete Erweiterung wurde dauerhaft deaktiviert. Wir arbeiten aktuell daran, diese und weitere betroffene Grafiken auf ein neues Format umzustellen. (Mehr dazu) |
|                | Sitze (von 37) | 15   | 11   | 3    | –    | 5     | 2   | 1       | Die zur Anzeige dieser Grafik verwendete Erweiterung wurde dauerhaft deaktiviert. Wir arbeiten aktuell daran, diese und weitere betroffene Grafiken auf ein neues Format umzustellen. (Mehr dazu) |
| 2006           | Stimmanteil a  | 42,5 | 31,9 | 8,7  | –    | 8,4   | 5,2 | 3.4     | Die zur Anzeige dieser Grafik verwendete Erweiterung wurde dauerhaft deaktiviert. Wir arbeiten aktuell daran, diese und weitere betroffene Grafiken auf ein neues Format umzustellen. (Mehr dazu) |
|                | Sitze (von 37) | 16   | 12   | 3    | –    | 3     | 2   | 1       | Die zur Anzeige dieser Grafik verwendete Erweiterung wurde dauerhaft deaktiviert. Wir arbeiten aktuell daran, diese und weitere betroffene Grafiken auf ein neues Format umzustellen. (Mehr dazu) |
| 2001           | Stimmanteil a  | 47,5 | 33,5 | 9,5  | –    | 3,7   | 5,8 | –       | Die zur Anzeige dieser Grafik verwendete Erweiterung wurde dauerhaft deaktiviert. Wir arbeiten aktuell daran, diese und weitere betroffene Grafiken auf ein neues Format umzustellen. (Mehr dazu) |
|                | Sitze (von 37) | 18   | 12   | 4    | –    | 1     | 2   | –       | Die zur Anzeige dieser Grafik verwendete Erweiterung wurde dauerhaft deaktiviert. Wir arbeiten aktuell daran, diese und weitere betroffene Grafiken auf ein neues Format umzustellen. (Mehr dazu) |
| 1997           | Stimmanteil a  | 44,8 | 27,9 | 13,7 | –    | 8,9   | 4,6 | –       | Die zur Anzeige dieser Grafik verwendete Erweiterung wurde dauerhaft deaktiviert. Wir arbeiten aktuell daran, diese und weitere betroffene Grafiken auf ein neues Format umzustellen. (Mehr dazu) |
|                | Sitze (von 37) | 17   | 11   | 5    | –    | 4     | –   | –       | Die zur Anzeige dieser Grafik verwendete Erweiterung wurde dauerhaft deaktiviert. Wir arbeiten aktuell daran, diese und weitere betroffene Grafiken auf ein neues Format umzustellen. (Mehr dazu) |

Es waren 37 Stadtverordnete sowie die Ortsbeiräte der Stadt für die Legislaturperiode vom 1. April 2016 bis 31. März 2021 zu wählen. Von 14.217 Wahlberechtigten gingen 6.788 zur Wahl. Somit stieg die Wahlbeteiligung von 46,1 % im Jahr 2011 auf 47,7 % im Jahr 2016.

### Bürgermeister
Nach der hessischen Kommunalverfassung wird der Bürgermeister für eine sechsjährige Amtszeit gewählt, seit dem Jahr 1993 in einer Direktwahl, und ist Vorsitzender des Magistrats, dem in der Stadt Schwalmstadt neben dem Bürgermeister ehrenamtlich ein Erster Stadtrat und neun weitere Stadträte angehören. Bürgermeister ist seit dem 1. Dezember 2022 der parteiunabhängige Tobias Kreuter. Er setzte sich am 12. Juni 2022 im ersten Wahlgang gegen den Amtsinhaber Stefan Pinhard, der sich um eine zweite Amtszeit beworben hatte, bei 44,74 Prozent Wahlbeteiligung mit 53,91 Prozent der Stimmen durch.
Amtszeiten der Bürgermeister
- 2022–2028 Tobias Kreuter[22]
- 2016–2022 Stefan Pinhard[23]

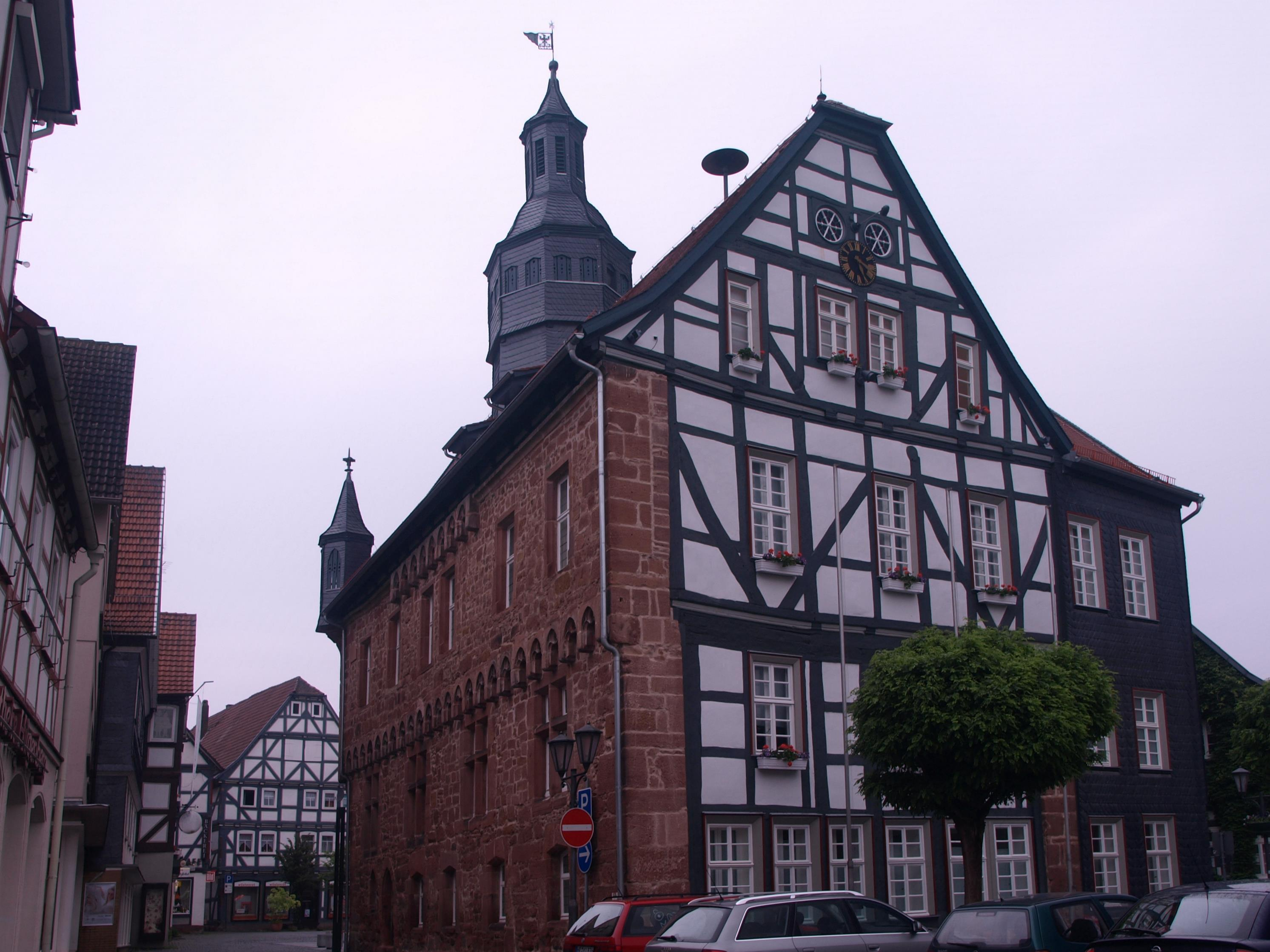
Rathaus in Treysa, Südostansicht

- 2012–2016 Gerald Näser (CDU) (Amtszeit vom 1. Oktober 2012 bis zu seinem Tod am 4. Juni 2016. Im Mai 2015 übernahm der Erste Stadtrat Detlef Schwierzeck (SPD) die Leitung der Stadtverwaltung kommissarisch.)[27]
- 1994–2012 Wilhelm Kröll (SPD)
- 1988–1994 Gerd-Friedrich Huck (SPD)
- 1971–1988 Helmut George (SPD)

### Ortsbeiräte
Für die Stadtteile Allendorf, Ascherode, Dittershausen, Florshain, Frankenhain, Michelsberg, Niedergrenzebach, Rörshain, Rommershausen, Treysa, Trutzhain, Wiera und Ziegenhain bestehen Ortsbezirke nach Maßgabe der §§ 81 und 82 HGO und des Kommunalwahlgesetzes in der jeweils gültigen Fassung. Die Ortsbeiräte bestehen aus sieben bis 15 Mitgliedern. Der Ortsbeirat des Ortsbezirks wird im Rahmen der Kommunalwahlen gewählt und bestimmt aus seiner Mitte den/die Ortsvorsteher/in. Die Ortsbezirksgrenzen entsprechen den Gemarkungen der eingegliederten ehemaligen Gemeinden.

### Wappen
| Wappen von Schwalmstadt | Blasonierung: „In Gold ein schwarzer, rotbewehrter, nach rechts blickender Ziegenkopfadler. Auf seiner Brust in Silber ein sechsstrahliger roter Stern.“ |
| Wappen von Schwalmstadt | Wappenbegründung: Die Wappenzeichen sind geschichtliche Symbole der beiden Städte und der alten Grafschaft Ziegenhain.                                   |

### Städtepartnerschaften
- Kanton Loriol-sur-Drôme im Département Drôme, Frankreich
- Zwalm in Flandern, Belgien

## Kultur und Sehenswürdigkeiten

### Theater
- Freilichtbühne Schwalmberg
- Freilichtbühne Totenkirche
- Theaterverein Trutzhain: „Trutzhainer Bühne“

### Museen

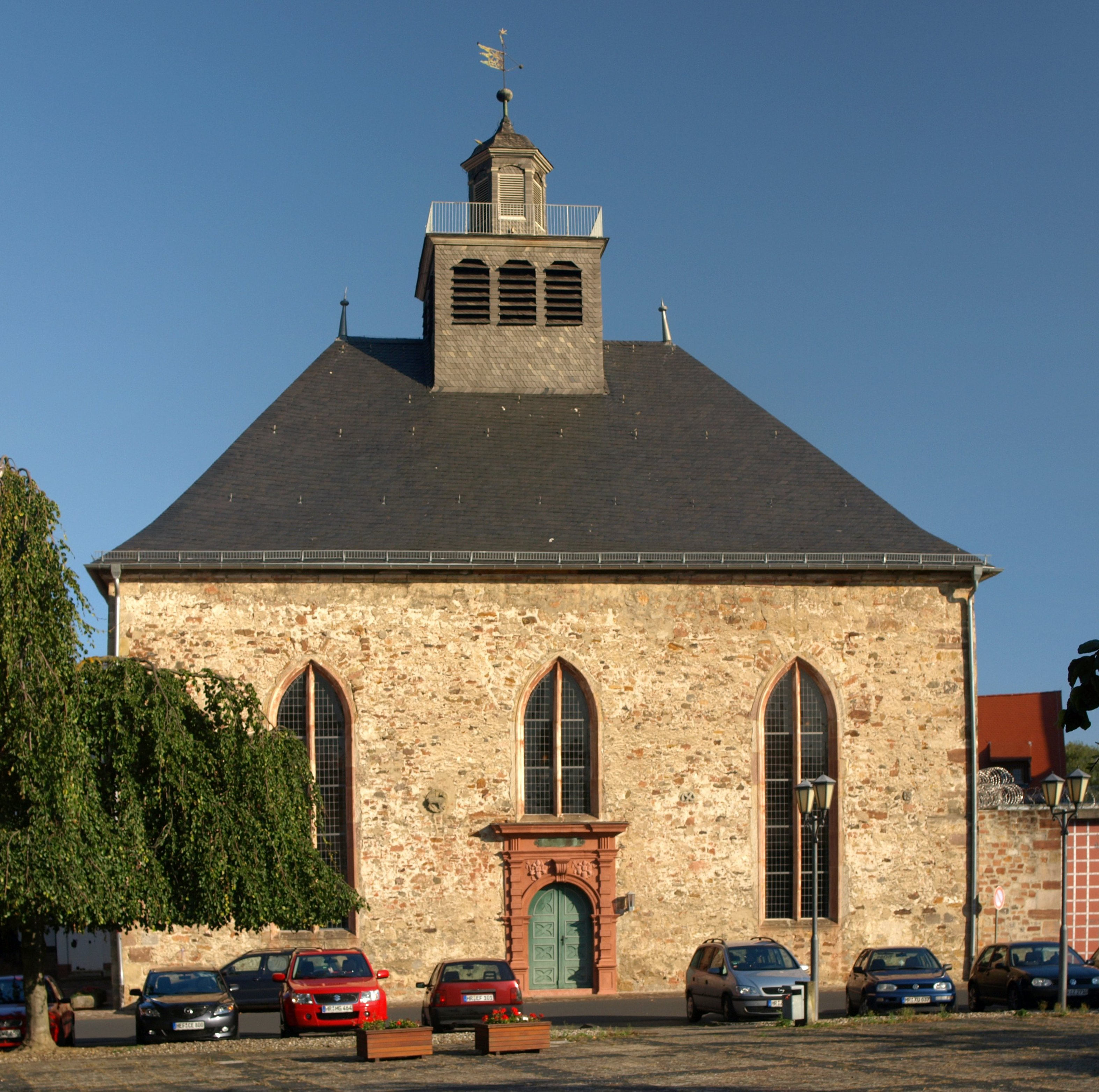
Stadtkirche Ziegenhain

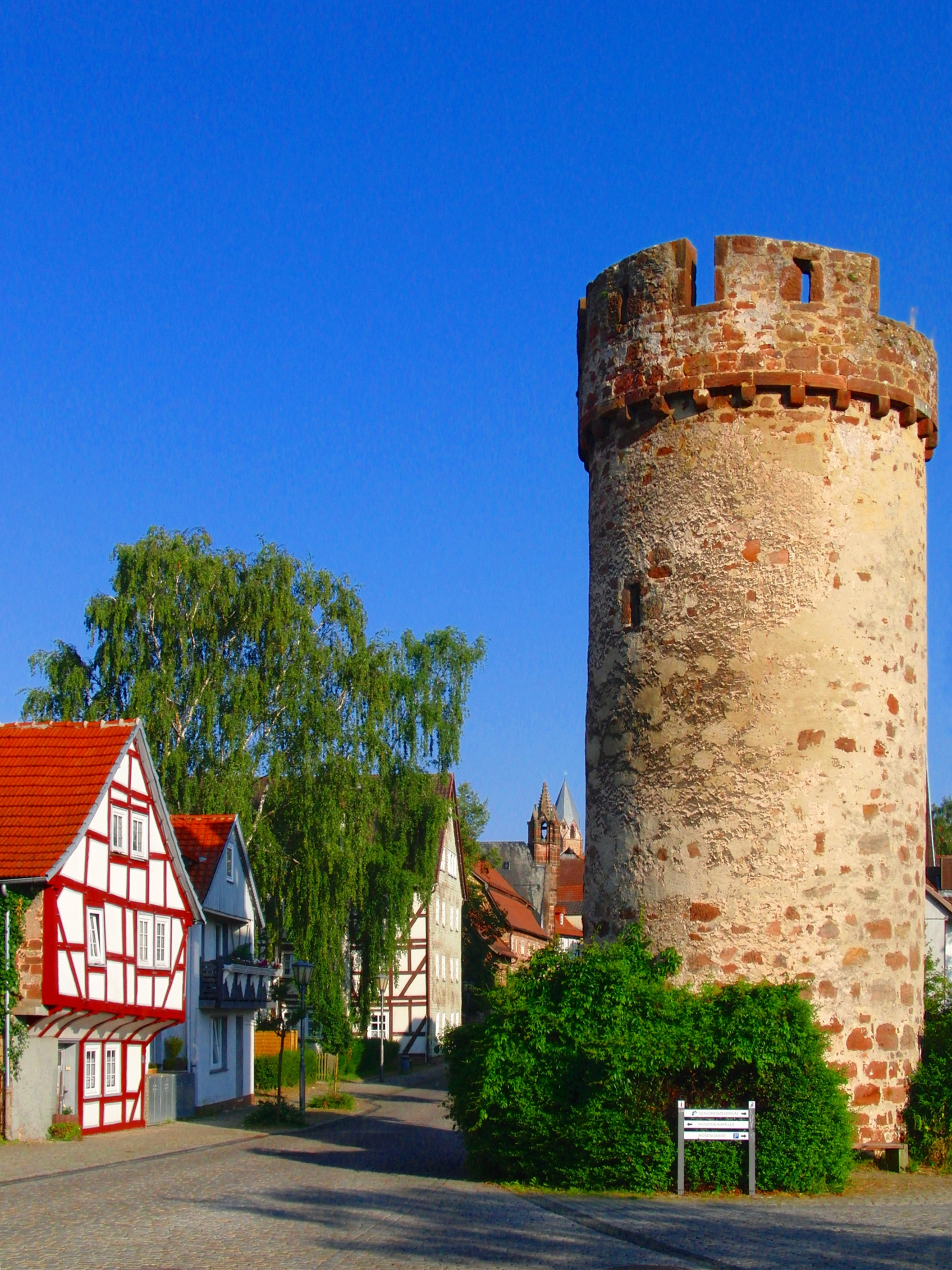
Der Hexenturm in Treysa

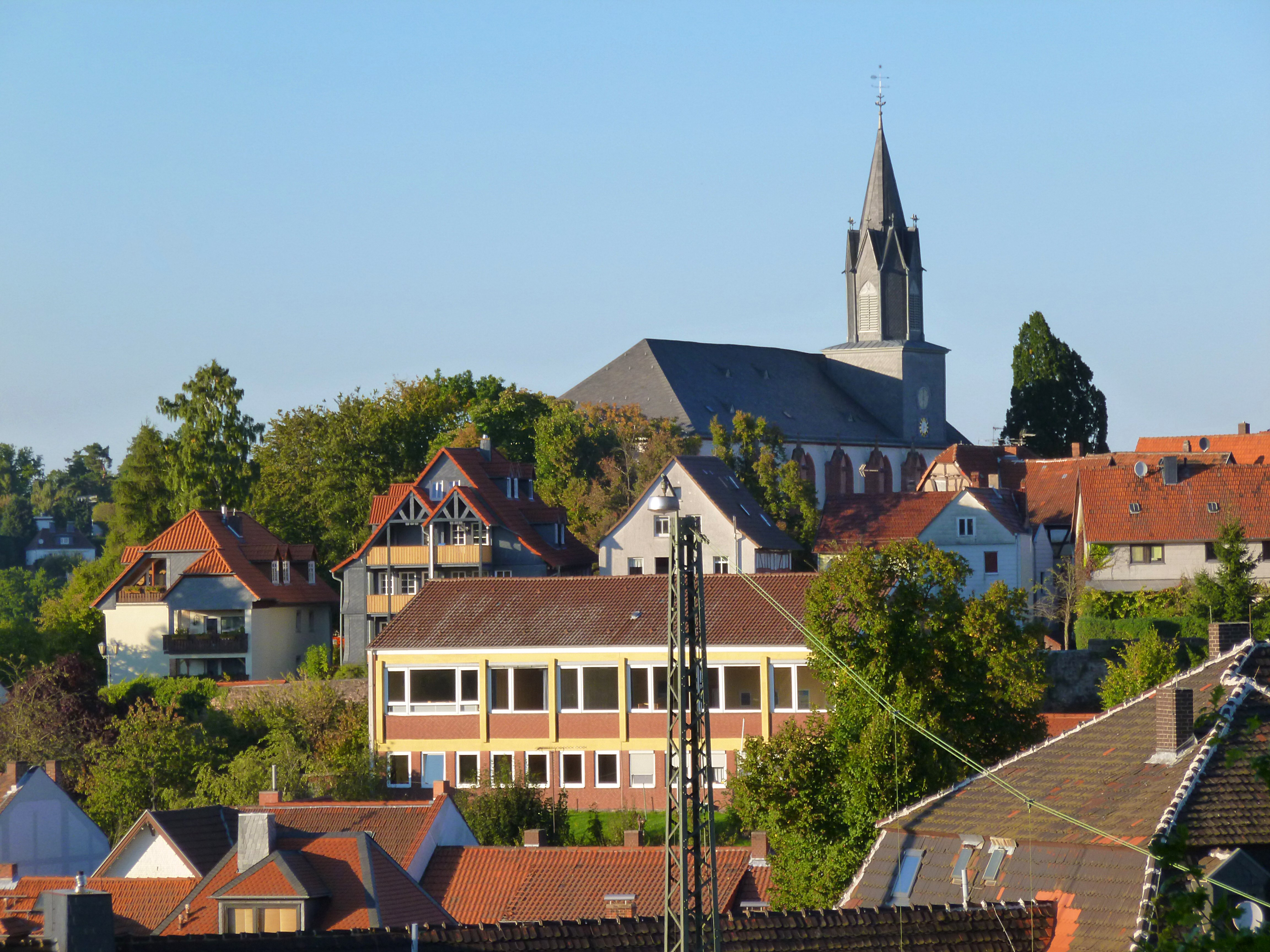
Stadtkirche Treysa

- Deutsches Schreibmaschinenmuseum
- Museum der Schwalm in Ziegenhain
- Gedenkstätte und Museum Trutzhain
- Museumstöpferei Dörrbecker in Treysa
- Museumsbahnverein „Eisenbahnfreunde Treysa e. V.“ (ehemals „Eisenbahnfreunde Schwalm-Knüll e. V.“[28])

### Bauwerke
- Die Historischen Altstädte Treysa und Ziegenhain mit zahlreichen Fachwerkhäusern
- Totenkirche mit „Buttermilchturm“ in Treysa
- Stadtpfarrkirche
- Altes Hospital in Treysa
- Hexenturm in Treysa
- Wasserfestung Ziegenhain
- Rathaus und Johannisbrunnen in Treysa
- Ehemaliges Kriegsgefangenenlager Trutzhain
- Lokschuppen im alten Bahnbetriebswerk
- Wallfahrtskirche Maria Hilf (Trutzhain)
- Stein- oder Töpfertor in der Steingasse Treysa
- Das Haus „Zum Rosengarten“ in Ziegenhain

### Naturdenkmäler
- Hügelgrab von Wiera
- Meteor von Rommershausen

### Sport
Zu den größten Sportvereinen der Stadt zählen der ESV Jahn Treysa, der 1. FC Schwalmstadt und der TuSpo Ziegenhain.
Im Ortsteil Treysa bietet die Stadt mit dem Europabad ein Hallenbad mit Schwimmerbecken, Sprungbecken mit 3-m-Sprungbrett und einem Nichtschwimmerbecken mit Massagedüsen. Seit 2021 ist das Bad wegen mehrjähriger Sanierungsmaßnahmen geschlossen. Im Ortsteil Ziegenhain betreibt die Stadt ein solarbeheiztes Freibad.

### Regelmäßige Veranstaltungen
- Wochenmarkt freitags in Treysa
- Hutzelkirmes (Treysa)
- Ziegenhainer Salatkirmes
- Kirmes in Allendorf an der Landsburg
- Kirmes in Ascherode
- Kirmes in Dittershausen
- Kirmes in Florshain
- Kirmes in Niedergrenzebach
- Kirmes in Michelsberg
- Kirmes in Wiera
- Weindorf an der Totenkirche
- Johannisfest (Niedergrenzebach)
- Brunnenfest in Niedergrenzebach
- Scherzmarkt
- Michaelismarkt
- Quinauer Wallfahrt in Trutzhain
- Weihnachtsmärkte in Niedergrenzebach, Treysa und Ziegenhain
- Ziegenhainer Silvesterlauf

## Wirtschaft und Infrastruktur

### Verkehr

#### Straßenverkehr
Schwalmstadt ist durch Zwei Anschlussstellen an die Autobahn 49 Kassel – Gießen/Frankfurt am Main angebunden.
Des Weiteren führen die Bundesstraßen 254 (von Fulda über Schwalmstadt nach Kassel) und 454 (von Bad Hersfeld über Schwalmstadt nach Marburg) durch das Stadtgebiet.

#### Schienenverkehr

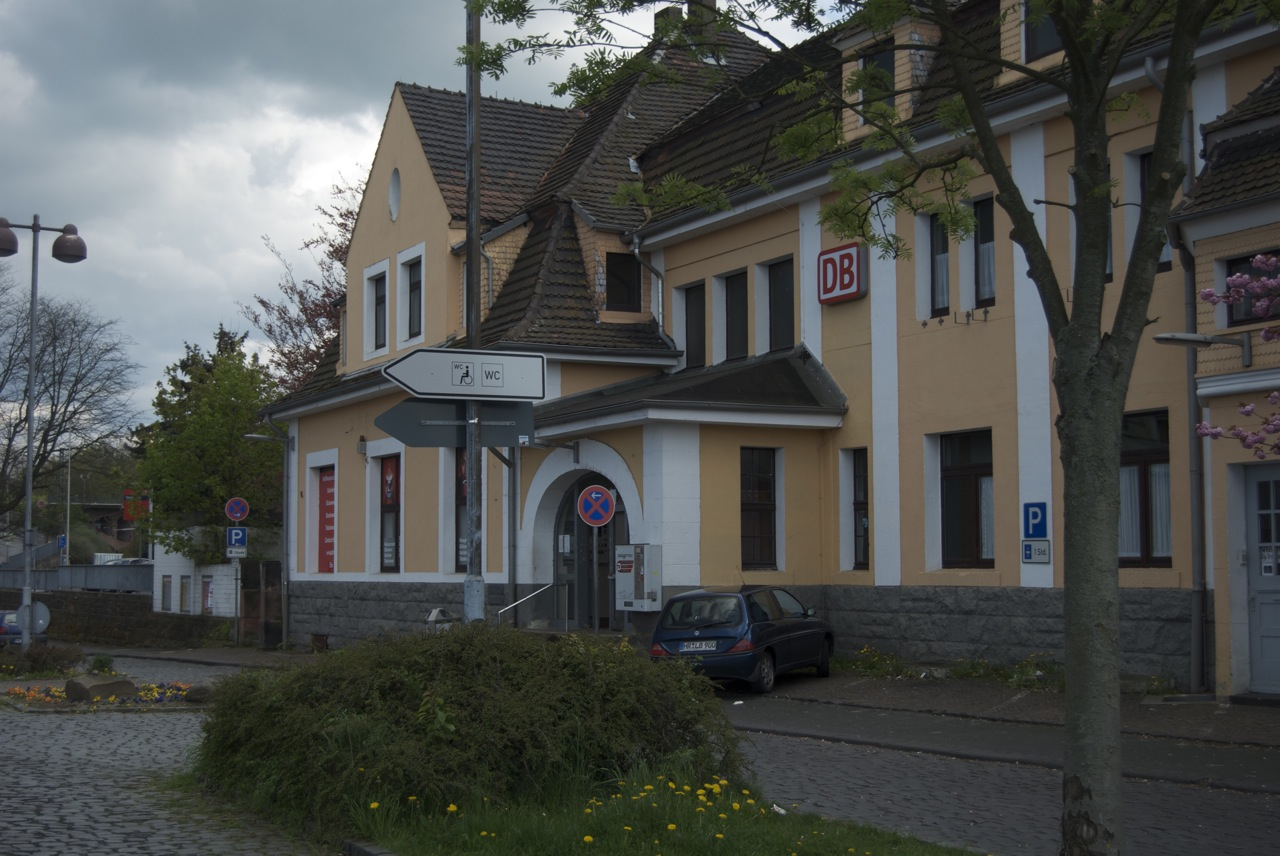
Bahnhof Treysa

Die Main-Weser-Bahn von Frankfurt nach Kassel führt durch Schwalmstadt. Dort gibt es den Bahnhof Treysa und den Haltepunkt Schwalmstadt-Wiera. Der Bahnhof Treysa bildet die südliche Grenze des Nordhessischen Verkehrsverbundes (NVV). Der Tarifraum des daran anschließenden Rhein-Main-Verkehrsverbundes (RMV) beginnt in Neustadt.
Stündlich enden Regionalzüge von Kassel und der Mittelhessen-Express von bzw. nach Frankfurt in Treysa. Zusätzlich halten jeweils im Zweistundentakt ein Intercity-Express der Linie 26 bzw. Intercity und ein Regional-Express der Linie RE 30.
Schwalmstadt-Wiera wird stündlich vom Mittelhessen-Express bedient.
Durch die Stadt führte früher auch die Bahnstrecke Leinefelde–Treysa als strategische Eisenbahnstrecke zwischen Berlin und Metz, die Teil der Kanonenbahn war. Der Restbetrieb im Güterverkehr endete 2003.
Schwalmstadt hatte bis 1995 mit der Knüllwaldbahn zudem eine Verbindung nach Bad Hersfeld. Teilweise verläuft auf dieser seit 2013 der Bahnradweg Rotkäppchenland als Bahntrassenradweg.

#### Radverkehr
Schwalmstadt ist ein Knotenpunkt mehrerer, auch überregionaler Radwege. Streckenweise verlaufen sie auf derselben Trasse.
Von Neustadt kommend verläuft der Radweg Deutsche Einheit über Wiera, Treysa und Ziegenhain weiter nach Loshausen. Ab Treysa ist der Radweg identisch dem Bahnradweg Rotkäppchenland. Das letzte fehlende Teilstück von Wiera nach Treysa wurde 2018 fertiggestellt.
Der hessische Radfernweg R 4 von Bad Karlshafen nach Hirschhorn am Neckar führt von Fritzlar kommend über Zimmersrode durch den Wald an der Landsburg im Stadtteil Allendorf westlich an Ziegenhain vorbei über Loshausen Richtung Alsfeld.
2010 wurde der 104 km lange Schwalm-Radweg eröffnet, der entlang des Flusses gleichen Namens von der Quelle im Vogelsberg bis nach Felsberg führt. Im Gebiet von Schwalmstadt verläuft er um den Flugplatz von Ziegenhain und trennt sich vorübergehend vom R 4, mit dem er über weite Strecken identisch ist. Über Treysa und Rommershausen verlässt der Schwalm-Radweg in Allendorf den Bereich Schwalmstadts, wo er auch wieder mit dem R 4 zusammentrifft.
Der Schwalm-Efze-Weg R 14 beginnt in Treysa und führt durch das Schwalm-Becken nach Ziegenhain und Niedergrenzebach über Frielendorf nach Homberg (Efze).
Der Schwalm-Fulda-Weg R 11 von Gemünden (Kreis Frankenberg) nach Wahlshausen und Oberaula verläuft von Sachsenhausen kommend über Florshain nach Treysa und von dort über Wirtschaftswege nach Wasenberg.
Auf der ehemaligen Bahntrasse in den Knüll verläuft der Bahnradweg Rotkäppchenland. Er führt von Schwalmstadt-Treysa über Neukirchen nach Oberaula-Wahlshausen und weiter durch das Aulatal nach Niederaula zum Fulda-Radweg R1. Auf der gleichen Trasse verläuft die Mittelland-Route (D4).
2015 wurde ein Radverkehrskonzept für das gesamte Stadtgebiet erstellt. Neben einer Bestandsaufnahme enthält es unter anderem den Entwurf eines Radverkehrsnetzes mit unterschiedlichen Routenkategorien und konkreten Vorschlägen für die Umsetzung der empfohlenen Maßnahmen.

#### Segelfluggelände
Im Ortsteil Ziegenhain befindet sich im Hochwasser-Rückhaltebecken am südöstlichen Ortsrand das Segelfluggelände Der Ring in Schwalmstadt. Dort gehen die Flugsportvereinigung Schwalm und die Akaflieg Frankfurt dem Segelflugsport nach.

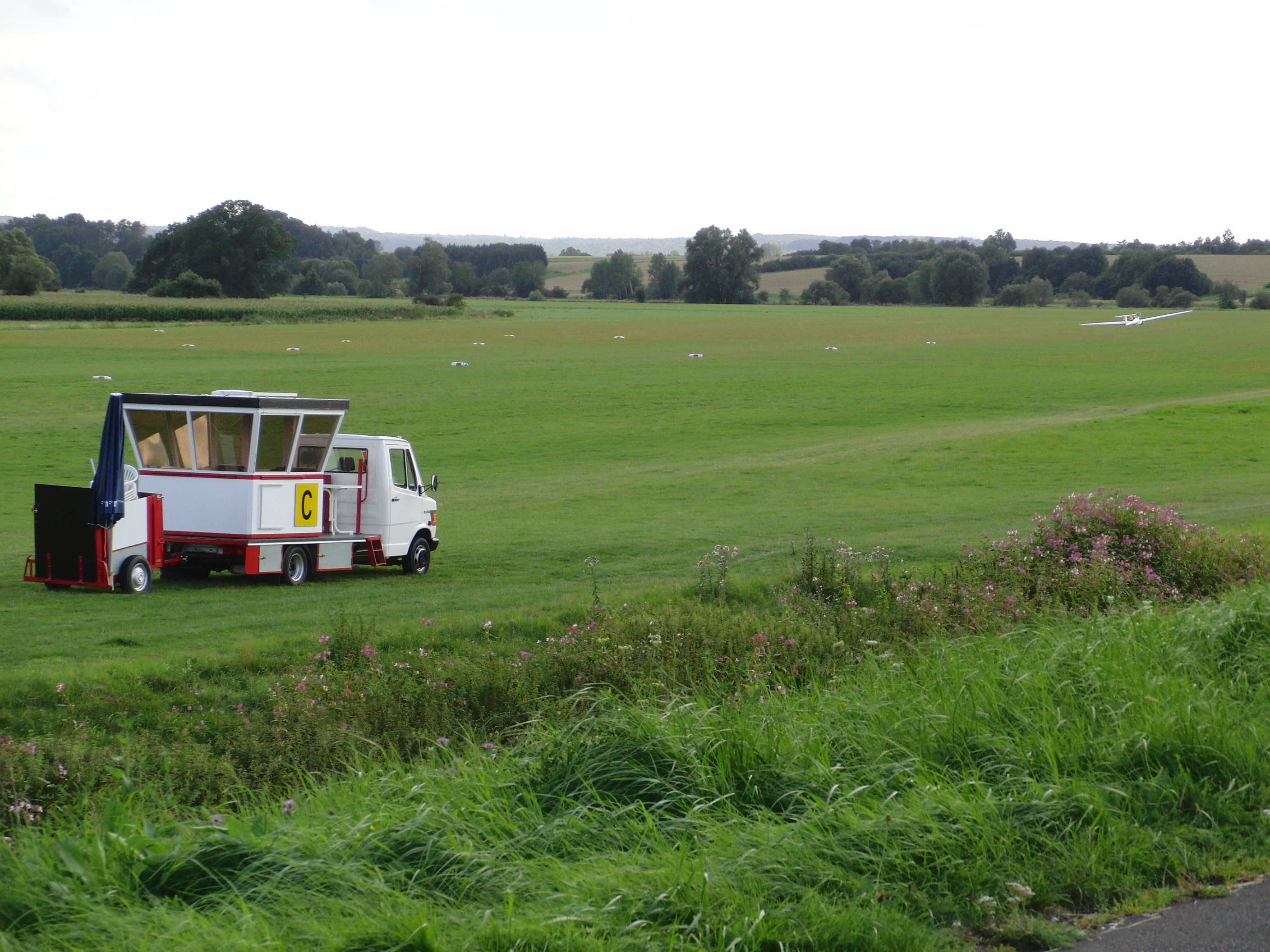
Segelfluggelände Ziegenhain

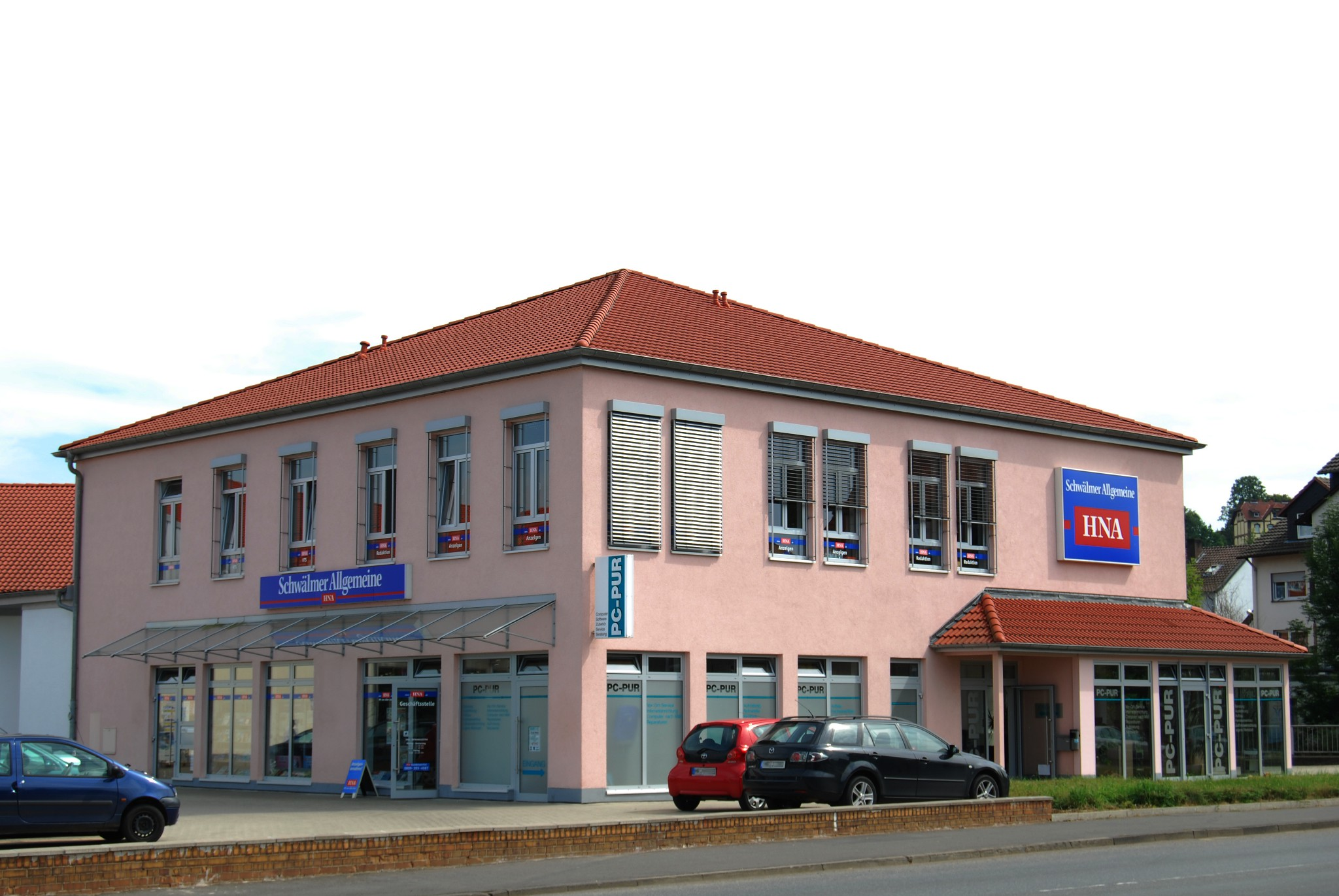
Schwälmer Allgemeine (HNA)

### Medien
- Schwälmer Allgemeine (täglich), Dierichs Verlag (Kopfblatt der HNA)
- Schwälmer Bote, MB-Media Verlag
- Nordhessennews.de, nh24.de Inhaber Alexander Wittke

### Staatliche Einrichtungen
Das Amtsgericht Schwalmstadt hat seinen Sitz im Stadtteil Treysa.

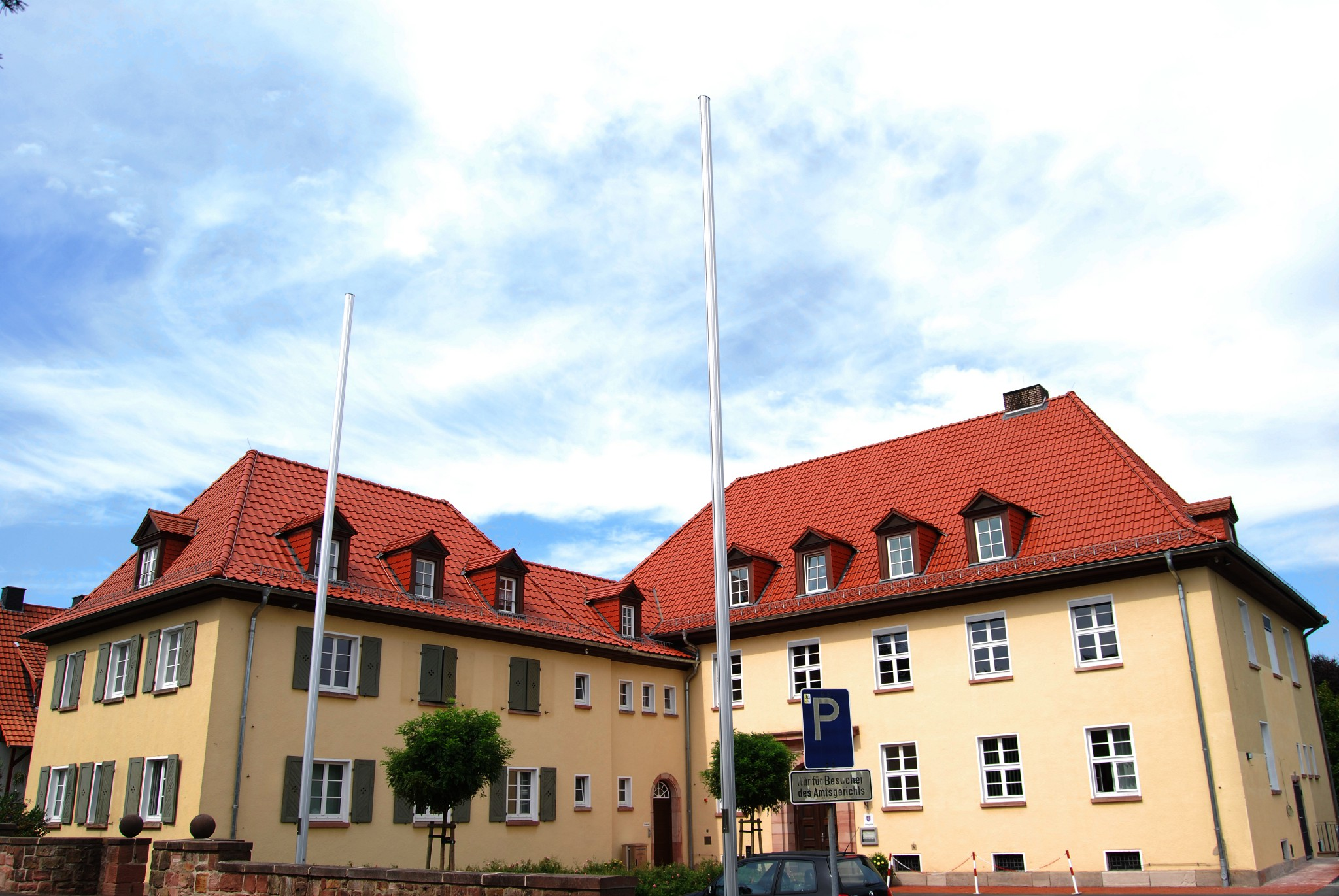
Amtsgericht Schwalmstadt

#### Justizvollzugsanstalt Schwalmstadt
Die JVA Schwalmstadt befindet sich im Stadtteil Ziegenhain im ehemaligen Jagdschloss der Landgrafen von Hessen-Kassel sowie einem Erweiterungsbau. Nachdem 2003 der offene Vollzug ausgelagert wurde, existiert in der JVA nur noch der geschlossene Vollzug, unterteilt in höchste und geringere Sicherheitsstufe.

#### Bundesanstalt Technisches Hilfswerk
Der THW-Ortsverband Schwalmstadt wurde 1961 gegründet. Im Ortsverband Schwalmstadt ist u. a. ein Technischer Zug mit Fachgruppe Ortung stationiert.

### Bildungseinrichtungen

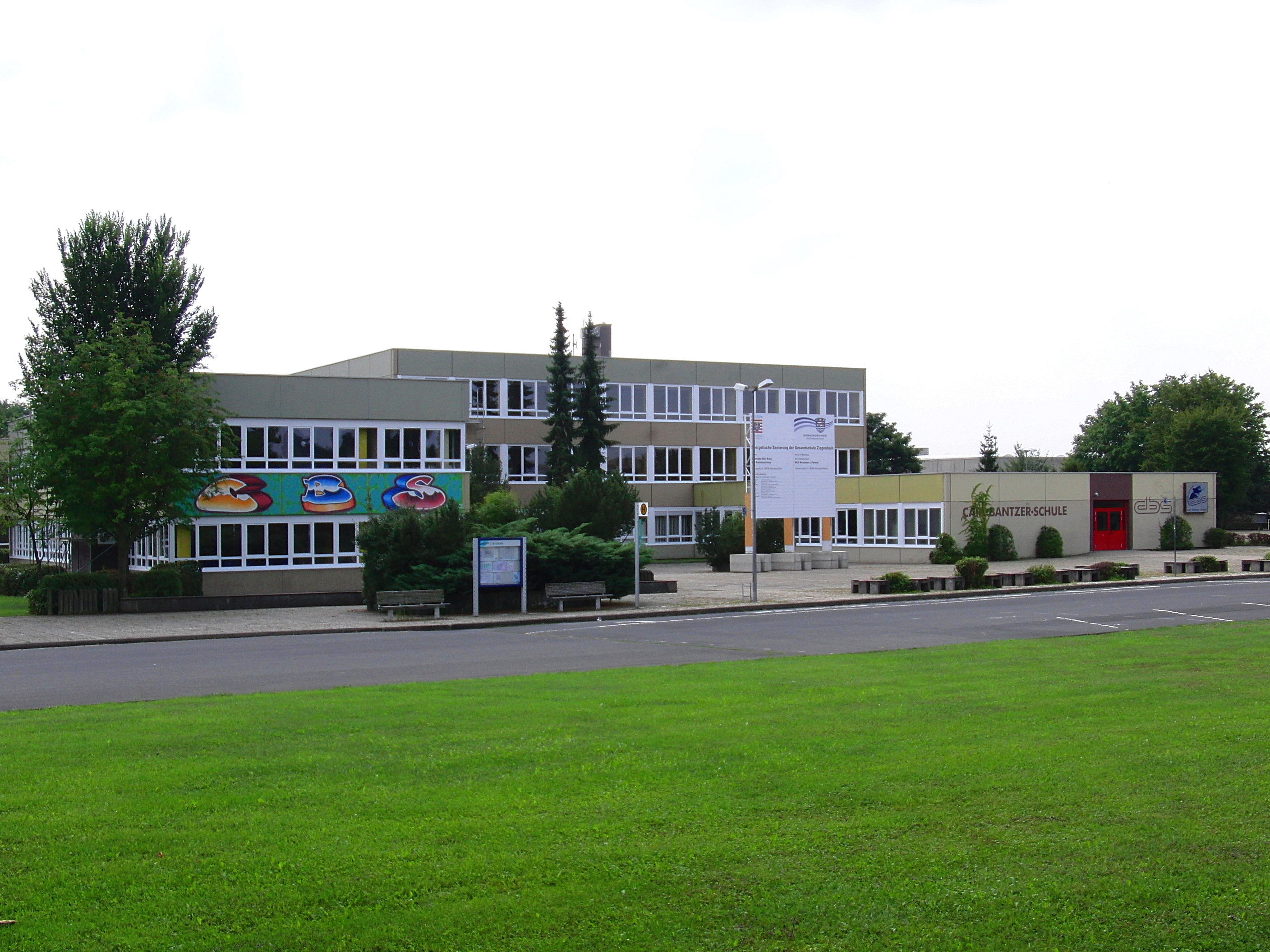
Carl-Bantzer-Schule, Ziegenhain

Die Stadt hat unter anderem die allgemeinbildenden Schulen, die Carl-Bantzer-Schule (kooperative Gesamtschule), das Schwalmgymnasium und die Schule im Ostergrund (Haupt- und Realschule). Dazu kommen die Grundschulen, die Ziegenhainer Grundschule, die Brüder-Grimm-Schule in Allendorf, die Eckhard-Vonholdt-Schule in Treysa, die Grundschule Niedergrenzebach und die Mittelpunkt Grundschule.

Im Bereich der Förderschulen bietet Schwalmstadt eine große Vielfalt. Neben der Sankt-Martin-Schule, einer Schule für Lernhilfe des Schwalm-Eder-Kreises als regionales sonderpädagogisches Beratungs- und Förderzentrum, ist vor allem die Förderschule Hephata als umfassende Komplexschule sowie überregionales Beratungs- und Förderzentrum zu nennen; sie befindet sich in Trägerschaft der Hephata Diakonie und umfasst Schulen mit den Förderschwerpunkten emotionale und soziale Entwicklung, körperliche und motorische Entwicklung, geistige Entwicklung, Lernen sowie kranke Schülerinnen und Schüler. Zugehörig ist zudem die Friedrich-Trost-Schule als Berufsschule mit ihren differenzierten berufsschulischen Angeboten ergänzt durch sonderberufsschulische Angebote in den Förderschwerpunkten Lernen, emotionale und soziale sowie geistige Entwicklung.
Berufs- und weiterbildende Schulen sind die Beruflichen Schulen Schwalmstadt und die Hephata Akademie für soziale Berufe.
Die Hephata Akademie ist zudem Studienstandort der Evangelischen Hochschule Darmstadt. In Bachelor- und Masterstudiengängen kann man Abschlüsse in verschiedenen Bereichen sozialer Arbeit erwerben.
Weitere Bildungseinrichtungen sind der Stenografenverein 1925 Treysa e. V. (Aus- und Fortbildungsstätte für Stenografie, Maschinen-/Tastschreiben, Bürotechnik, Internetschulungen, Text- und Datenverarbeitung) und die Volkshochschule.

### Ansässige Unternehmen
Im Bereich der Kunststoffverarbeitung sind die Merkel Freudenberg Fluidtechnic GmbH (Dichtungs- und Schwingungstechnik) und die Horn & Bauer GmbH & Co. KG (Folientechnik) angesiedelt. Im Bereich des Maschinenbaus arbeitet die Firma Konvekta AG (Heizungs-, Klima- und Kältetechnik) und im Bereich der Elektrotechnik die Firma Optelec GmbH (elektronische Sehhilfen). Weiterhin haben die Logistikfirma Heidelmann GmbH (internationale Spedition und Lagerung für temperaturgeführte Güter), der Schuhhersteller Erich Rohde GmbH und die Schwalm Bräu Privatbrauerei Friedrich Haaß KG ihren Firmensitz in Schwalmstadt. Im Bereich der Sozialpädagogik ist die Hephata Hessisches Diakoniezentrum e. V. tätig. Die im Stadtteil Treysa ansässige Stadtsparkasse Schwalmstadt ist das einzig selbstständige Kreditinstitut mit Sitz in Schwalmstadt.

## Söhne und Töchter der Stadt

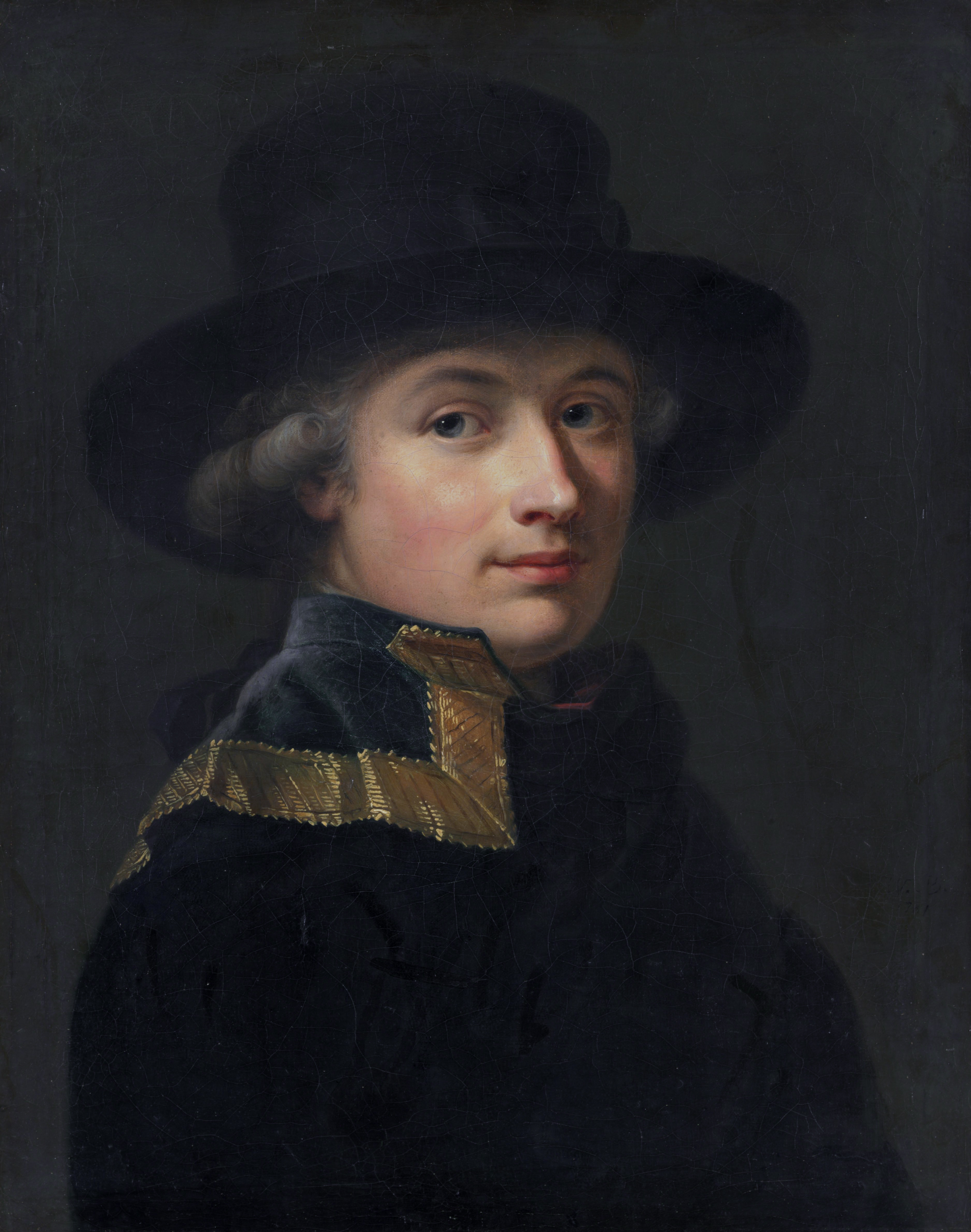
Wilhelm Böttner 1781

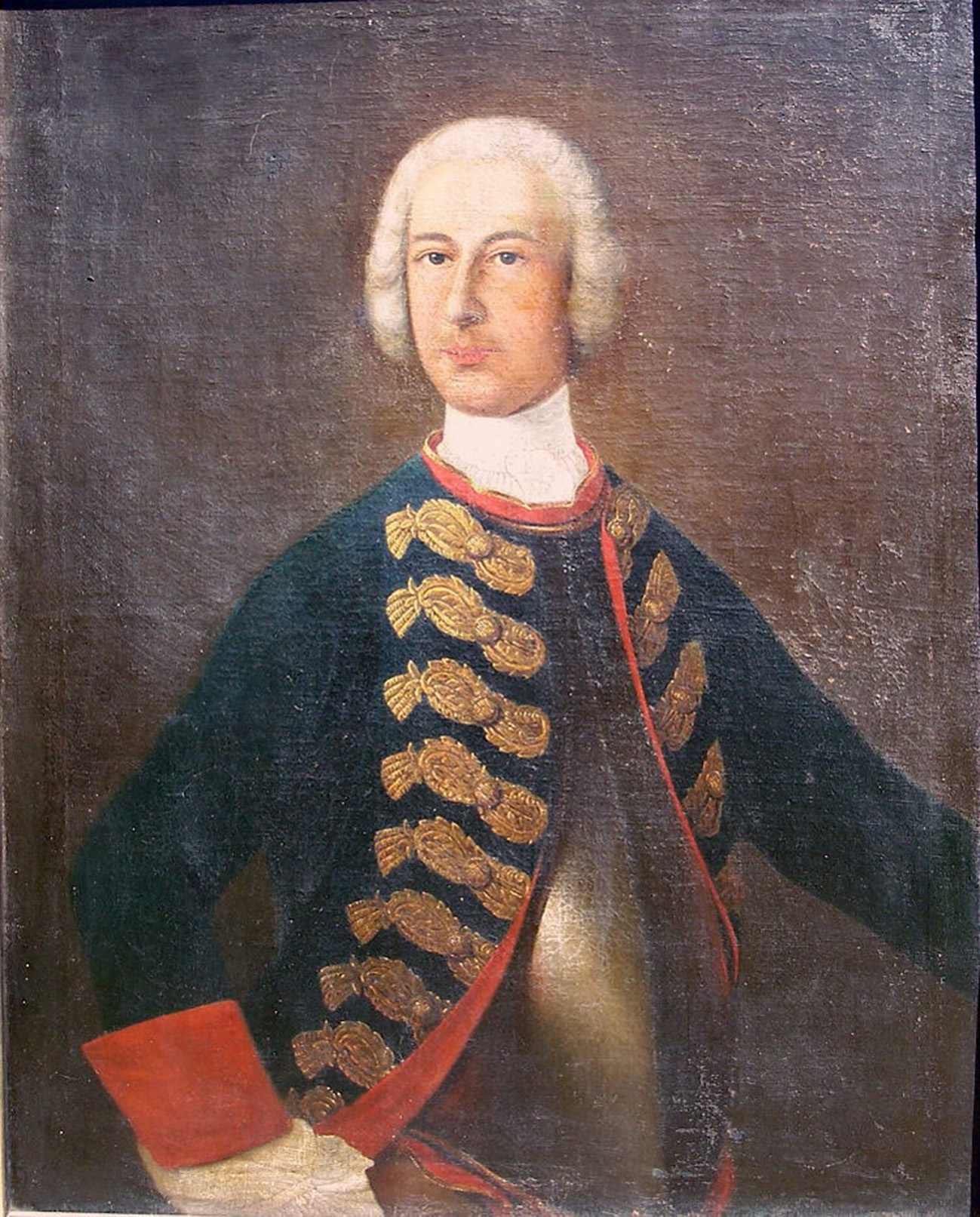
Georg Ernst von und zu Gilsa (um 1775)

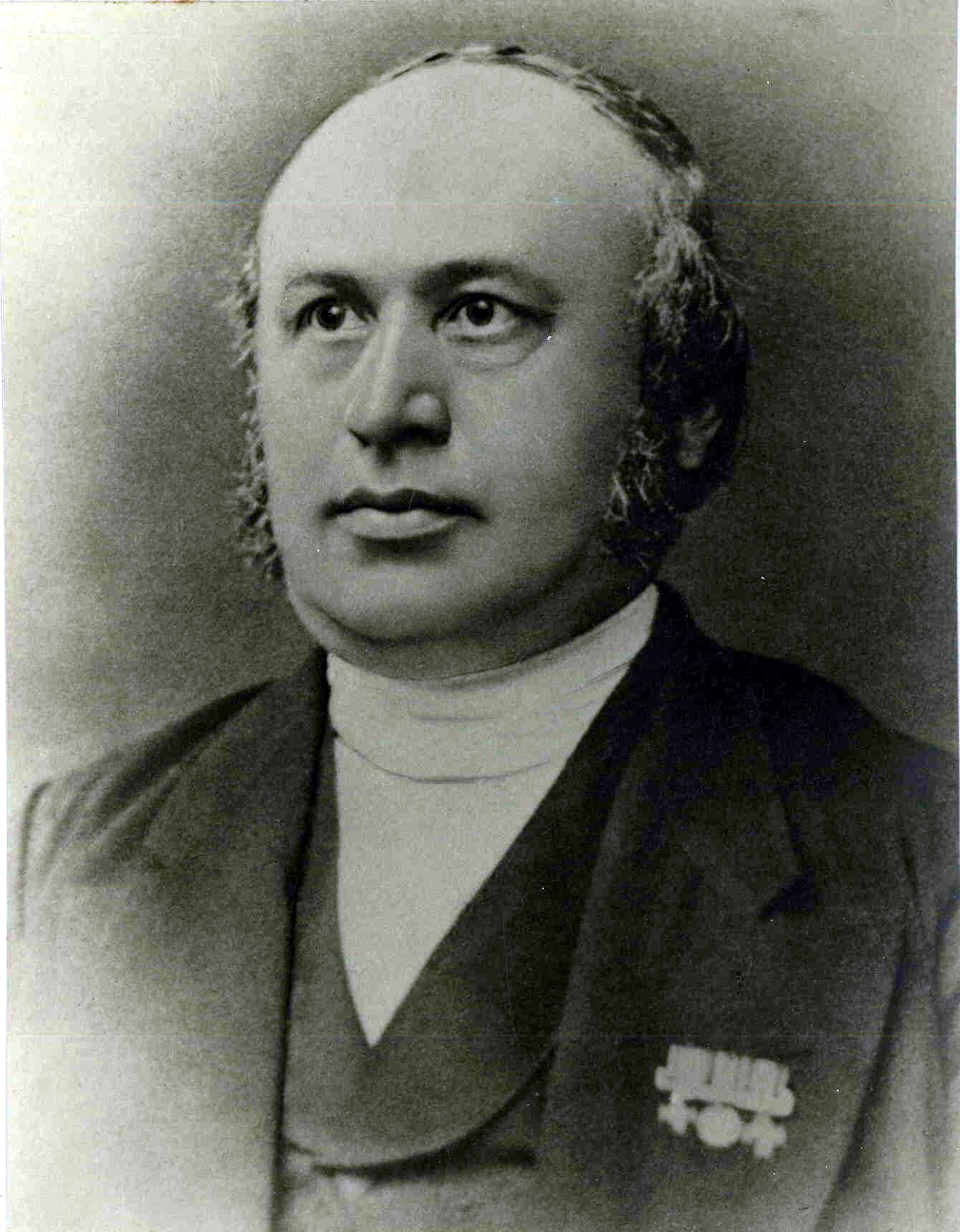
Franz von Roques (1826–1887)

- Nicolaus Roding (1519–1580), Theologe, Geistlicher und Hochschullehrer, geboren im Stadtteil Treysa
- Heinrich Nolle (1582–1626), Philosoph, Arzt und Alchemist, geboren in Ziegenhain
- Konrad Widerholt (1598–1667), Oberst, geboren in Ziegenhain
- Johann Heinrich Löffler (um 1615–nach 1683), Kupferstecher, geboren in Treysa
- Velten Muhly († 1656), Kommandant der Ziegenhainer Bürgerwehr
- Adam Dietrich (1711–1782), Botaniker, geboren in Ziegenhain
- Johann Gabriel Speck (1720–1792), französisch-reformierter Pfarrer und Professor der französischen Sprache, geboren in Treysa
- Philipp Jakob Hildebrand (1733–1783), Hessen-Hanauer Offizier im Amerikanischen Unabhängigkeitskrieg, geboren in Ziegenhain
- Georg Ernst von und zu Gilsa (1740–1798), hessischer Offizier, Kriegsrat und Obereinnehmer im Dienste der Landgrafschaft Hessen-Kassel, geboren in Ziegenhain
- Wilhelm Böttner (1752–1805), Barockmaler, geboren in Ziegenhain
- Friedrich Gottlieb Dietrich (1765–1850), Botaniker und Gartengestalter, geboren in Ziegenhain
- Ferdinand Jakob Siebert (1791–1847), Theologe, Germanist und Volkskundler, geboren in Treysa
- David Nathaniel Friedrich Dietrich (1799–1888), Botaniker, geboren in Ziegenhain
- Carl Wilhelm Schenck zu Schweinsberg (1805–1869), Offizier und Politiker, geboren in Ziegenhain
- Christian Philipp von Roques (1808–1891), Jurist und Politiker, geboren in Treysa
- Friedrich Bode (1811–1899), Mediziner, geboren in Ziegenhain
- Walter Schmidt (1812–1875), Gutsbesitzer und Mitglied der Zweiten Kammer der kurhessischen Ständeversammlung, geboren in Ziegenhain
- Albert Wigand (1821–1886), Botaniker, geboren in Treysa
- Wilhelm Iffland (1821–1890), Jurist und Mitglied des Kurhessischen Kommunallandtags, geboren in Rommershausen
- Friedrich Siebert (1831–1918), Apotheker und Vize-Bürgermeister von Marburg, geboren in Treysa
- Johann Georg Dreydorff (1834–1905), Theologe, geboren in Ziegenhain
- Julius Weiffenbach (1837–1910), Jurist, geboren in Ziegenhain
- Ernst Bösser (1837–1908), Architekt, geboren in Ziegenhain
- Heinrich Kaiser (1838–1913), Veterinärmediziner, geboren in Ziegenhain
- Karl Ludwig Leimbach (1844–1905), Historiker, Gymnasiallehrer, Theologe und Literaturhistoriker, Schuldirektor und Provinzialschulrat, geboren in Treysa
- Louis Stern (1847–1922), Unternehmer und Politiker, geboren in Ziegenhain
- Carl Bantzer (1857–1941), Maler und Kunstschriftsteller, geboren in Ziegenhain
- August Fuchs (1857–1920), Reichsgerichtsrat, geboren in Treysa
- Reinhard von Gehren (1865–1930), Politiker, geboren in Ziegenhain
- Julius Höxter (1873–1944), Pädagoge und Schriftsteller, geboren in Treysa
- Franz von Roques (1877–1967), General der Infanterie im Zweiten Weltkrieg, geboren in Treysa
- Stanislaw Kubicki (1889–1942), Künstler, Dichter und Philosoph, geboren in Ziegenhain
- Albert Wigand (1890–1978), Maler, geboren in Ziegenhain
- Heinrich Treibert (1898–1974), Kommunalpolitiker (SPD), geboren in Treysa
- Wilhelm Lückert (1905–1970), Pädagoge, geboren in Treysa
- Hanns Wilhelm Lavies (1908–2000), Publizist und Filmwissenschaftler, geboren in Treysa
- Ernst Steinhoff (1908–1987), Ingenieur, geboren in Treysa
- Hans John (1911–1945), Jurist und Widerstandskämpfer, geboren in Ziegenhain
- Ludwig Platte (1914–1975), Politiker (SPD), Landtagsabgeordneter, geboren in Treysa
- Gereon Goldmann (1916–2003), in Asien tätiger Franziskanerpater, geboren in Ziegenhain
- Hermann Keck (1919–2010), Chemiker und Erfinder, geboren in Treysa
- Waldemar Baeger (1920–1995), Schauspieler und Kabarettist, geboren in Treysa
- Friedrich Bender (1924–2008), Geologe, geboren in Ziegenhain
- Karl Heinrich Friauf (1931–2016), Jurist, geboren in Treysa
- Gottfried Adam (* 1939), evangelischer Theologe, geboren in Treysa
- Alfred Hartenbach (1943–2016), SPD-Politiker und MdB 1994–2009, geboren in Niedergrenzbach
- Roswitha Aulenkamp (* 1946), Komponistin, Pianistin und Dozentin, geboren in Ziegenhain
- Herbert Rehbein (1946–1997), Dressurreiter, geboren in Ziegenhain
- Guido Knopp (* 1948), Historiker, Publizist und Fernsehmoderator, geboren in Treysa
- Herbert Henck (1948–2025), Pianist, geboren in Treysa
- Walter Thiel (1949–2019), Chemiker, geboren in Treysa
- Bianka Pietrow-Ennker (* 1951), Osteuropahistorikerin, geboren in Treysa
- Reinhard Otto (* 1954), Politiker (CDU), Landtagsabgeordneter, geboren in Treysa
- Eckhard Friauf (* 1956), Biologe, geboren in Treysa
- Thomas Gunkel (* 1956), Übersetzer und Schriftsteller, geboren in Treysa
- Ulrich Nortmann (* 1956), Philosoph und Schriftsteller, geboren in Treysa
- Paul Lukas (* 1956), Musiker, Autor und Übersetzer, geboren in Treysa
- Claus von Carnap-Bornheim (* 1957), Historiker und Museumsdirektor, geboren in Treysa
- Martina Kirchberg (* 1957), Segelkunstflugpilotin
- Frank-Martin Neupärtl (1961–2014), Landrat des Schwalm-Eder-Kreises 2002–2014, geboren in Treysa
- Matthias Lesch (* 1961), Mathematiker, geboren in Ziegenhain
- Armin Pfahl-Traughber (* 1963), Politikwissenschaftler, geboren in Ziegenhain
- Reinhard Doubrawa (* 1963), Konzeptkünstler, geboren in Treysa
- Manfred Lang (* 1964), Theologe, geboren in Treysa
- Klaus Stern (* 1968), Regisseur, geboren in Ziegenhain
- Gunther Wennemuth (* 1968), Anatom, geboren in Ziegenhain
- Maike Schaefer (* 1971), Politikerin (Bündnis 90/Die Grünen), Stellv. Bürgermeisterin Bremens
- Markus Horn (* 1972), Jazzpianist, Komponist und Musikpädagoge
- Norman Schneider (* 1972), Figurenbildner und Puppenspieler
- Stefan Marx (* 1979), Graffitikünstler
- Wiebke Knell (* 1981), Politikerin (FDP)
- Engin Eroglu (* 1982), Politiker (Freie Wähler Hessen)
- Sebastian Wanke (* 1986), Künstler und Kommunikationsdesigner
- Florian Orth (* 1989), Leichtathlet
- Christin Ziegler (* 1989), Politikerin (CDU), Landtagsabgeordnete
- Pascal Itter (* 1995), Fußballspieler
- Benjamin Trümner (* 1995), Fußballspieler
- Aysha Joy Samuel (* 1997), Schauspielerin
- Sebastian Müller (* 2001), Fußballspieler